# П'єзотрансформатор

Конструкція п'езотрансформатора для генерації високої напруги.

П'єзотрансформатор (п'єзокерамічний трансформатор) — електричний пристрій, в якому прямий і зворотний п'єзоелектричний ефекти використовуються для перетворення електричної енергії або сигналу. Метою такого перетворення може бути зміна амплітуди напруги або гальванічна розв'язка.

## Конструкція
На пластинку (кільце або брусок) з пьезокристалу (наприклад, з кварцу) певним чином нанесені три або більше електродів — провідні смужки. П'єзокристал поляризують в одному або декількох напрямках залежно від конкретної конструкції.

## Принцип дії
При поданні змінної напруги на електроди первинного кола, завдяки зворотному п'єзоелектричного ефекту виникають механічні напруження. Останні призводять до деформації пьезокристалу, яка завдяки прямому п'єзоелектричному ефекту викликає зміну напруги у вторинному колі.

## Переваги використання
- малі значення шумів;
- забезпечення високої гальванічної ізоляції;
- можливість роботи на високих частотах (понад 500 кГц);
- нечутливість до магнітних полів.

## Застосування
П'езотрансформатори досить широко використовуються в генераторах високої напруги (перетворювачах) для живлення газорозрядних ламп (підсвічування LCD-екранів ноутбуків, моніторів).
П'езотрансформатори знаходять широке застосування в сучасній світлотехнічній апаратурі та приладах. Вони дозволяють мінімізувати габарити пристроїв запалення і живлення різного класу газорозрядних ламп, створювати високоефективні високочастотні джерела живлення з ККД до 95%, які забезпечують підвищення довговічності ламп в 5-10 разів і світловіддачу більш ніж в 1,4 рази.